# 布萊頓大學
布萊頓大學（英語：University of Brighton）是英國的一所公立大學，在布萊頓、伊斯特本和黑斯廷斯有三個校區。其歷史可追溯到1858年成立的布萊頓藝術學校（Brighton School of Art），1992年獲大學資格，改現名。

## 历史
1858年，布莱顿艺术学院在皇家行宫的一间厨房成立，首批招收110名学生。1876年，在首相威廉格莱斯通的见证下，新学院大楼在Grand Parade动工。1897年，布莱顿市立科技学院成立，学生600人。1960年代，在Moulsecoomb的新大楼建成。
1976年，在市郊的Falmer布莱顿市立教师培训学校和布莱顿技术学院合并。1979年，Eastbourne的东萨塞克斯高等教育学校并入布莱顿技术学院。
1992年，布莱顿技院升格为大学，改名布莱顿大学。
2003年，布大和萨塞克斯大学共同成立医学院，院址在萨塞克斯大学内。是伦敦以外东南部首家医学院。
2011年，卡普兰布莱顿国际学院在布莱顿大学成立，提供预科语言课程。

## 院系

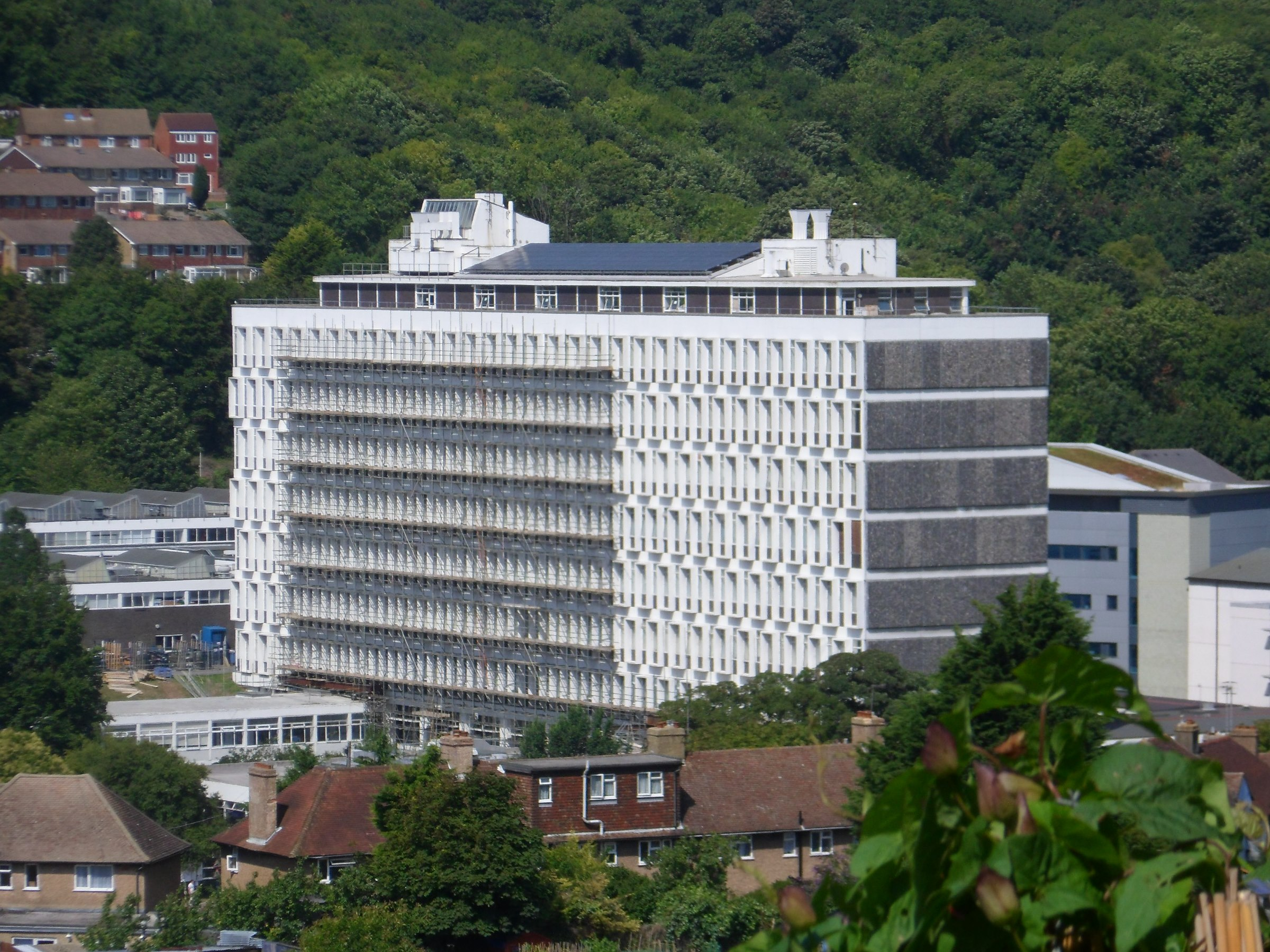
1962–63年间建造的大学主楼Cockcroft Building

- 應用社會科學學院（School of Applied Social Science）
- 建築與設計學院（School of Architecture and Design）
- 藝術學院（School of Art）
- 布萊頓商學院（Brighton Business School）
- 布萊頓與萨塞克斯醫學院（Brighton and Sussex Medical School (BSMS)）
- 計算機，工程與數學學院（School of Computing, Engineering and Mathematics）
- 教育學學院（School of Education）
- 環境科技學學院（School of Environment and Technology）
- 保健學學院（School of Health Sciences）
- 人文學學院（School of Humanities）
- 媒體學學院（School of Media）
- 製藥和生物分子學學院（School of Pharmacy and Biomolecular Sciences）
- 體育與服務管理學學院（School of Sport and Service Management）
- 布萊頓博士學院（Brighton Doctoral College） [4]

## 學術
根據2008年科研評估，其15%的研究為“世界領先”，29%為“世界優秀”，35%為“世界認可”。其藝術和設計領域的研究更有65%都達到了“世界領先”或“國際優秀”。其科研評估排名從2001年的英國國內80位升至2008年的59，因此被看做是英國大學中的一顆新星。

## 外部連結
- University of Brighton （页面存档备份，存于）
- University of Brighton Students' Union （页面存档备份，存于）